# Петар Філіпович
Петар Філіпович (хорв. Petar Filipović, нар. 14 вересня 1990, Гамбург) — хорватський футболіст, захисник клубу ЛАСК (Лінц).
Володар Кубка Туреччини. Володар Суперкубка Туреччини.

## Ігрова кар'єра
Народився 14 вересня 1990 року в місті Гамбург.
У дорослому футболі дебютував 2008 року виступами за «Санкт-Паулі», в якій провів чотири сезони, граючи насмаперед за другу команду і взявши участь лише в одному матчі основної команди. 
Згодом з 2012 по 2019 рік грав у складі команд «Цибалія», «Славен Белупо», «Рід», «Аустрія» (Відень) та «Коньяспор».
До складу клубу ЛАСК (Лінц) приєднався 2019 року. Станом на 14 березня 2020 року відіграв за команду з Лінца 13 матчів в національному чемпіонаті.

## Титули і досягнення
- Володар Кубка Туреччини (1):

«Коньяспор»: 2016-2017
- Володар Суперкубка Туреччини (1):

«Коньяспор»: 2017